# Lesnói (Guiaguínskaya, Adiguesia)
Lesnói (del ruso: Лесной) es un pueblo (posiólok) del raión de Guiaguínskaya en la república de Adiguesia de Rusia. Está situado en la orilla derecha del río Ulka, 12 km al sureste de Guiaguínskaya y 22 km al nordeste de Maikop, la capital de la república. Tenía 184 habitantes en 2010
Pertenece al municipio de Kelermeskaya.